# Edmund Weil
Edmund Weil (16. dubna 1879 Stráž – 15. června 1922 Praha) byl pražský vysokoškolský pedagog a bakteriolog.
Weil vystudoval lékařství na lékařské fakultě Německé univerzity v Praze, kde potom působil, v roce 1914 byl jmenován docentem hygieny.
Již v roce 1911 popsal ve Wiener Kliniken Wochenschrift (číslo 24, s. 335) spolu s neuropsychologem Viktorem Kafkou, který v té době působil jako asistent na psychiatrické klinice této fakulty, dosud neznámou bakteriologickou reakci, která se nazývá Weil-Kafkova reakce nebo přijatá hemolyzinová reakce.
S Arthurem Felixem vyvinul novou metodu detekce tyfu pomocí rozpoznání rickettsie v moči, která je známá jako Weil-Felixova reakce a byla poprvé popsána ve Wiener Kliniken Wochenschrift z roku 1916 (vydání 29, fol. 33). V pozdějších letech působil také jako sérolog.